# گونتر ویلکه
گونتر ویلکه (انگلیسی: Günther Wilke; ۲۳ فوریهٔ ۱۹۲۵ – ۹ دسامبر ۲۰۱۶) دانشمند در زمینه شیمی اهل آلمان بود.
وی همچنین برندهٔ جوایزی همچون جایزه ویلارد گیبس شده‌است.